# 島村久
島村 久（しまむら ひさし、1850年3月31日（嘉永3年2月18日） - 1918年（大正7年）1月13日）は、日本の外交官。初代京城領事や、ニューヨーク総領事、ホノルル総領事を務めた。

## 来歴
備前岡山藩領上道郡八幡村（後の岡山県上道郡宇野村大字八幡、現在の岡山市中区）に島村文吾の長男として出生。池田茂政の右筆となり、傍ら星島塾で漢籍を学ぶ。後に山田方谷の門下生として陽明学を学び、方谷が閑谷学校に来ると閑谷に移って研究を続けた。1874年渡清し、天津領事館書記生着任。1883年京城臨時代理公使。1884年在京城公使館内に設置された在京城領事館の初代領事に就任。1892年ニューヨーク総領事。1897年弁理公使。1898年特命全権公使。退官後、鴻池財閥入りし、鴻池銀行理事や、大阪倉庫取締役を務めた。1919年正四位。

## 親族
妻の米子は本田親雄男爵の二女。長女かつ子は波多野二郎子爵の妻。二女きみ子は鍋島陸郎男爵の妻。三女光は向山均男爵の妻。養女清は吉田苞の妹。二男・島村環(名古屋大学名誉教授、横浜市立大学教授)の岳父に実吉純郎。